# إيموكاي (أربعاء آيت عبد الله)
إيموكاي هي إحدى مشيخات المملكة المغربية، تتبع جغرافيا لإقليم سيدي إفني وإداريًا لأربعاء آيت عبد الله. يقدر عدد سكانها بـ 2569 نسمة حسب الإحصاء الرسمي للسكان والسكنى لسنة 2004.